# 요한 (가수)
요한(본명: 김정환, 1992년 4월 16일 ~ 2020년 6월 16일)은 대한민국의 보이그룹 일급비밀의 전 멤버다. 2013년 아인, 서유안과 엔오엠으로 데뷔하였으나 팀 해체 이후 일급비밀로 재데뷔했다.

## 사망
2020년 6월 16일 갑자기 사망했다는 소식이 전해졌다. 향년 28세. 사인은 유족의 뜻에 따라 공개되지 않았고 생전 일급비밀이 2018년에 발매했던 곡 낙원이 유명해지는 게 소원이라고 밝힌 바 있어 팬들은 해당곡을 스트리밍하여 추모했다.